# Jón Sigurðsson
Jón Sigurðsson (Hrafnseyri, 17 de junio de 1811 - Copenhague, 7 de diciembre de 1879) fue el líder del siglo XIX del movimiento de independencia de Islandia.

## Biografía
Sigurðsson nació en Hrafnseyri en Arnarfjörður en la región de Vestfirðir de Islandia, hijo del pastor Sigurður Jónsson. En 1833, se trasladó a Dinamarca para estudiar gramática e historia en la Universidad de Copenhague. Posteriormente, Sigurðsson comenzó a trabajar en la Instituto Arnamagnæan, que entonces albergaba los manuscritos de la sagas islandesas. Se convirtió en un experto en las sagas de la historia de Islandia. Nunca se graduó de la universidad, ya que la política comenzó a consumir todo su tiempo.
Antes de trasladarse a Dinamarca, le propuso matrimonio a su prima, Ingibjörg Einarsdóttir, cuyo padre aceptó la propuesta. Sin embargo, no se casaron hasta 1845, cuando Sigurðsson llegó a Islandia por primera vez desde 1833 para sentarse en el restaurado Alþing. Sigurðsson fue elegido para el Althing en 1844 como diputado por el condado de Ísafjörður. Se las arregló para aferrarse a este asiento durante toda su vida, a pesar de que no llegó a todas las sesiones del Althing. En total, estuvo en 13 de las 17 sesiones que tuvieron lugar en su vida. También estuvo en la Asamblea Nacional de 1851. Allí arengó a los islandeses a su resistencia a la adopción de Dinamarca de Grundlov de 1849 en Islandia. 
El Grundlov nunca fue adoptado oficialmente en Islandia y después de años de lucha, el Gobierno danés concede Islandia una constitución limitada en 1874 dando autonomía en asuntos internos. Hasta entonces, el Althing sólo había sido un órgano asesor del gobierno de Dinamarca y el rey.
La manera de comunicarse con la nación islandesa fue mediante la publicación de una revista anual llamada Ny félagsrit (Asociación de Nuevas Escrituras). Fue publicando casi todos los años desde 1841 hasta 1873 con Sigurðsson como principal contribuyente y respaldo financiero.
La casa de Sigurðsson y su esposa en Copenhague se convirtieron en el centro para todos los islandeses en la ciudad. No tuvieron hijos a excepción de un hijo adoptivo, que era sobrino de Sigurðsson. Sin embargo, un contemporáneo comentó que "todos los islandeses son sus hijos". Murió en Copenhague en 1879.

## Legado
Su cumpleaños, el 17 de junio, fue elegido como Fiesta Nacional de Islandia para reconocer sus esfuerzos hacia la independencia de Islandia.
Su imagen está en los billetes de 500 coronas islandesas y en los sellos conmemorativos del centenario de su nacimiento y su muerte, en el 150 aniversario de su nacimiento, y en la creación de la República de Islandia (en su 133.er cumpleaños).

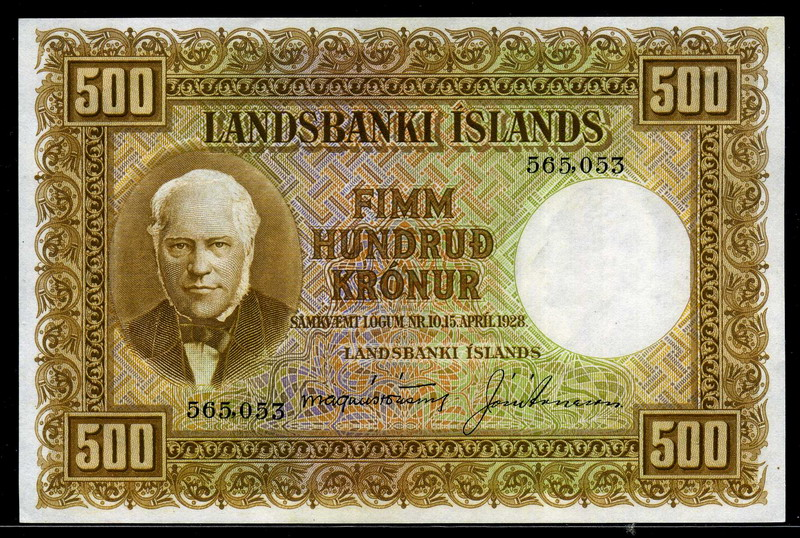
Billete de 500 coronas islandesas con el retrato de Sigurðsson.

A menudo es nombrado como el presidente (Jón Forseti) por los islandeses. La razón principal de esto es que desde 1851 se desempeñó como Presidente del Departamento de Copenhague HID íslenska bókmenntafélag (la Sociedad de Literatura de Islandia).
También fue presidente del Althing varias veces, siendo la primera vez en 1849.
El apartamento de Copenhague donde Jon y Ingibjörg vivieron desde 1852 se llama Jónshús y es propiedad del gobierno de Islandia desde 1967. Sirve como un centro cultural para los islandeses en Dinamarca, y como vivienda para los académicos.